# Cecilia Pavón
Cecilia Pavón (* 1973 in Mendoza) ist eine argentinische Poetin, Schriftstellerin und Übersetzerin. Nach ihrem Abschluss in Literatur an der UBA (Universidad de Buenos Aires) gründete sie 1999 gemeinsam mit Fernanda Laguna den Verlag und die gleichnamige Galerie Belleza y Felicidad, die als Plattform für die Bekanntmachung von Künstlern und Schriftstellern diente.

## Biografie
Cecila Pavón wurde 1973 im argentinischen Mendoza geboren. Sie studierte Literatur an der UBA, Universität von Buenos Aires.
Im Jahr 1999 gründete sie zusammen mit Fernanda Laguna den Verlag und die Galerie Belleza y Felicidad (Schönheit und Glück). Sie schrieb die Gedichtbände ¿Existe el amor a los animales? (2001), Pink Punk (2003), Caramelos de Anís (2004), 27 poemas con nombre de persona (2010), La crítica de arte (2016), Querido libro (2018) und Fantasmas buenos (2019) sowie die Kurzgeschichtenbände Los sueños no tienen copyright (2010) und Pequeño recuento sobre mis faltas (2015).
Im Jahr 2012 veröffentlichte der Verlag Mansalva ihre gesamte bisherige Lyrik in dem Sammelband Un hotel con mi nombre. Im Jahr 2018 erschien im selben Verlag ihr dritter Band mit Kurzgeschichten, Once Sur. 2020 erschien bei Eterna Cadencia ihr vierter Kurzgeschichtenband, Todos los cuadros que tiré. Cecilia Pavón übersetzte unter anderen Tracey Emin, Lorrie Moore und Dorothea Lasky. Ihre Gedichte sind in den Sammlungen A Hotel with My Name (2015), Licorice Candies (2016) und Belleza y Felicidad. Selected Writings of Fernanda Laguna and Cecilia Pavón (2015) ins Englische übersetzt worden (2015) und ins Portugiesische in Discoteca Selvagem (2019). Im Jahr 2023 veröffentlichte der Verlag Blatt & Ríos ihre gesamte Lyrik bis zu diesem Jahr in dem Band Diario de una persona inventada.

## Werk

### Erzählungen
- 2010: Los sueños no tienen copyright
- 2015: Pequeño recuento sobre mis faltas
- 2018: Once Sur
- 2020: Todos los cuadros que tiré

### Lyrik
- 2001: ¿Existe el amor a los animales?
- 2003: Pink Punk
- 2004: Caramelos de anís
- 2005: Discos Gato Gordo
- 2009: Poema robado a Claudio Iglesias (Vox)
- 2010: 27 poemas con nombre de persona
- 2012: Un hotel con mi nombre
- 2016: La crítica de arte
- 2018: Querido libro
- 2019: Fantasmas buenos
- 2023: Diario de una persona inventada